# Marcus Garvey (album)
Marcus Garvey è il terzo album di Burning Spear, pubblicato dalla Island Records nel 1975. Il disco fu registrato al Randy's Studio di Kingston, Jamaica.

## Tracce
Lato A
1. Marcus Garvey – 3:24 (Winston Rodney)
2. Slavery Days – 3:37 (Winston Rodney)
3. The Invasion – 3:17 (Winston Rodney, Carl Paisley, Phillip Fullwood)
4. Live Good – 3:10 (Marcus Rodney, Mackba Rodney, Winston Rodney)
5. Give Me – 3:05 (Winston Rodney)

Lato B
1. Old Marcus Garvey – 3:59 (Winston Rodney, Phillip Fullwood)
2. Tradition – 3:28 (Delroy Hines, Rupert Willington, Winston Rodney)
3. Jordan River – 2:55 (Winston Rodney, M. Lawrence, Phillip Fullwood)
4. Red, Gold & Green – 3:10 (A. Folkes, Winston Rodney, Phillip Fullwood)
5. Resting Place – 3:06 (Winston Rodney)

## Musicisti
- Winston Rodney - voce, arrangiamenti
- Rupert Willington - armonie vocali, cori
- Delroy Hines - armonie vocali, cori
- Earl Chinna Smith - chitarra solista
- Valentine Tony Chin - chitarra ritmica
- Richard Dirty Harry Hall - sassofono tenore
- Herman Marquis - sassofono alto
- Bernard Touter Harvey - clavinet, organo, pianoforte
- Tyrone Downie - organo, pianoforte
- Bobby Ellis - tromba
- Vincent Trommie Gordon - trombone
- Carlton Sam Samuels - flauto
- Robbie Shakespeare - basso
- Aston Barrett - basso
- Leroy Wallace - batteria